# Pete Wilson
Peter Barton "Pete" Wilson, född 23 augusti 1933 i Lake Forest, Illinois, är en amerikansk republikansk politiker. Han var borgmästare i San Diego 1971–1983, ledamot av USA:s senat 1983–1991 och Kaliforniens guvernör 1991–1999.

## Biografi
Wilson avlade sin grundexamen engelska vid Yale University och tjänstgjorde i amerikanska marinkåren. Han avlade sedan juristexamen vid University of California, Berkeley. Han arbetade för Richard Nixons kampanj i guvernörsvalet i Kalifornien 1962 och för Barry Goldwaters kampanj i presidentvalet 1964. Han var ledamot av California State Assembly, underhuset i delstatens lagstiftande församling, 1967-1971.